# Fuji
Bjerget Fuji eller Fusijama (af japansk 富士山 Fujisan, 富 fu = "rig" + 士 ji = "samurai" + 山 san = "bjerg") er en 3.776 meter høj, aktiv stratovulkan som så mange af Japans bjerge. Det er det højeste bjerg i landet og ligger umiddelbart uden for Tokyo. I klart vejr kan det ses fra byen. Bjerget har en næsten perfekt kegleform, og der er evig sne på toppen.

## Verdensarv fra 2013
I 2013 blev Fuji optaget på UNESCO's Verdensarvsliste. 

## Helligt bjerg
Bjerget har været helligt siden oldtiden. Indtil meiji-perioden i midten af det 19. århundrede var det forbudt kvinder at betræde Fuji. 
Den smukke kegleform har inspireret mange af landets kunstnere. Den japanske maler og grafiker Hokusai har udgivet bogen 36 udsigter til Fuji-bjerget med træsnit med illustrationer af Fuji.
Bjerget inspirerede også Johannes V. Jensen til den korte myte Fusijama.

## Vulkansk aktivitet
Vulkanen er registreret som aktiv, men med lav risiko for udbrud. 
Det seneste udbrud fandt sted i 1707 under Tokugawa-shogunatet.